# Karlheinz Kuhn
Karlheinz Kuhn, auch Karl-Heinz Kuhn (* 26. Oktober 1930 in Leipzig; † 23. Februar 2001 in Rostock) war ein deutscher Maler und Grafiker.

## Leben
Karlheinz Kuhn machte nach dem Besuch der Volksschule in Leipzig zunächst von 1945 bis 1948 eine Lehre als Lithograf. Es folgte von 1949 bis 1953 ein Studium an der Hochschule für Grafik und Buchkunst Leipzig, das mit „Auszeichnung“ abgeschlossen wurde. Seine Lehrer waren unter anderem Kurt Massloff und Walter Arnold. Für die Jahre 1953–1957 schloss sich eine Aspirantur an, die mit einem Lehrauftrag an der Leipziger Hochschule verbunden war.
Ab 1957 nahm Kuhn seinen Wohnsitz in Rostock und war hier vorwiegend als Gebrauchsgrafiker freischaffend tätig. Von 1961 bis 1968 war er Dozent für Grafik und Buchkunst an der Universität Rostock, gefolgt von der Funktion eines Oberassistenten mit Lehrtätigkeit wiederum an der Leipziger Hochschule in den Jahren 1968 bis 1978. Parallel hierzu war er weiterhin freiberuflich in Rostock aktiv.
Karlheinz Kuhn war von 1978 bis 1983 Vorsitzender des Verbandes Bildender Künstler der DDR, Bezirksverband Rostock, zur selben Zeit leitete er auch die Zentrale Arbeitsgemeinschaft Bildende Kunst der Volksmarine. Studienreisen führten Kuhn 1979 nach Schweden, 1980 nach Österreich und Ungarn. Karlheinz Kuhn starb 2001 im Alter von 70 Jahren in Rostock.

## Ehrungen
- 1957 Preis für Grafik der Weltjugendfestspiele in Moskau;
- 1961 Preis für Grafik der Biennale der Ostseeländer;
- 1972 Kunstpreis des Rates des Bezirkes Rostock;
- 1984 Kunstpreis der Stadt Rostock.[3]

## Werke (Auswahl)
- Grafischer Zyklus: Matrosen von Cattaro. (1956)
- Grafischer Zyklus: Kieler Matrosenaufstand. (1958)
- Zehn Holzschnitte: Die Welt verändert sich. (1960)
- Acht Offset-Lithografien: Rostock – Alte junge Stadt an der Ostsee. (1963), dabei:
Rathaus am Ernst-Thälmann Platz – Lange Straße – Steintor – Am Kabutzenhof mit Neptunwerft – Blick vom Gehlsdorfer Ufer – Überseehafen – Warnemünde Alter Strom – Marienkirche
- Neun Offset-Lithografien: Rostock – Alte und junge Stadt. (Selbstverlag, Rostock 1993), darunter drei farbige Motive:
Alter Strom in Warnemünde – Kröpeliner Straße nach Osten – Kröpeliner Tor – Kröpeliner Straße mit Tor – Altes Handelshaus in der Lagerstraße – Rathaus – Universitätsplatz und Fünfgiebelhaus – Steintor und Ständehaus – Lange Straße und Marienkirche
- Plakate zur Ostseewoche (1958–1960)
- Vereinswappen F.C. Hansa Rostock (1966)
- Hafen in Rostock. (1966)
- Afrikanischer Student. (1971)
- Stillleben mit blauer Schreibmaschine. (1971, Öl, 80 × 100 cm)[4]
- Rotes Steilufer. (1974)
- Altstadt Stralsund. (1976)
- Kirche in Rerik. (1980)
- Überseehafen. (1981)
- Altstadt Rostock. (1981)
- Anlegestelle Warnemünde. (1981)
- Fischerboote. (1983)[3]

Karlheinz Kuhns Arbeiten sind u. a. im Besitz des Staatlichen Museums Schwerin, der Nationalgalerie Berlin und der Kunsthalle Rostock.

## Ausstellungen (Auswahl)
- 1963 Karlheinz Kuhn: Bericht über 5 Jahre Arbeit als bildender Künstler im Bezirk Rostock, Museum Rostock
- 1972 Bezirksausstellung Bildende Kunst und Architektur im Bezirk Rostock, Kunsthalle Rostock
- 1975 Karlheinz Kuhn: Malerei, Grafik; Kunsthalle Rostock
- 1982 Karlheinz Kuhn: Blumen, Pflanzen, Landschaften; Verkaufsausstellung Malerei u. Handzeichnungen; Galerie am Boulevard, Rostock
- 1985 Rostocker Maler zeichnen in Österreich: Rudolf Austen, Karlheinz Kuhn, Hannes Müller, Ronald Paris; Kunsthalle Rostock
- 1990 Karlheinz Kuhn: Malerei und Zeichnungen – Ausstellung zum 60. Geburtstag, Kunsthalle Rostock
- 2005 In memoriam: 75. Geburtstag, Galerie der Volkshochschule Rostock